# Bells of Innocence
Bells of Innocence (Vozes da Inocência ou Cidade da Maldição , no Brasil) é um filme de 2003 dirigido por Christian Alin Bijan e escrito por Chris Bessey. É estrelado por Mike Norris, Marshall Teague R., David A. R. White, Chuck Norris (como "Mateus").  Foi lançado em 6 de abril de 2004 nos Estados Unidos.

## Sinopse
PlotJux Jonas (Mike Norris) é um homem cuja fé em Deus está por um fio. Sua filha foi atingida e morta por um carro, e ele passou os últimos anos "rasgando a vida", não querendo enfrentar a dor e voltar à sua fé. Relutantemente, ele viaja com amigos Conrad (David A. R. White) e Oren (Carey Scott) a bordo de um avião para o México, para distribuir Bíblias como uma forma de ministério. No entanto, sua aeronave de pequeno porte cai em breve, e o trio se encontram numa cidade onde os cidadãos são pálidos, estranhos, e os visitantes são vistos como intrusos indesejáveis.
Não leva muito tempo para que Jux e seus amigos comecem a descobrir algo está muito estranho nesse lugar. Sem comunicação com o mundo exterior, um fazendeiro, Mateus (Chuck Norris), oferece-lhes o uso de seu rádio de ondas curtas. A cidade em geral despreza Mateus e o que ele representa. E logo revela-se que o prefeito da cidade, Josué (Marshall Teague R.) é de fato um agente de Satanás, que tem controlado os filhos da cidade, durante séculos, para provocar uma guerra profana. Mateus foi enviado por Deus para observar, proteger e levar os crentes quebrados (como Jux) de volta para sua fé em Jesus Cristo. Como as forças do mal se preparar para uma Armagedom espiritual, usando crianças da cidade como anfitriões aterrorizantes, mesmo Mateus não pode interferir sozinho, e Jux, Conrad e Oren deve escolher de que lado eles vão ficar... por toda a eternidade.